# مات شلاب
ماثيو آرون شلاب (من مواليد 18 ديسمبر 1967) هو ناشط سياسي أمريكي ورئيس اتحاد المحافظين الأمريكيين. ويقود شركة الضغط إستراتيجية كووف التي كانت لها علاقات قوية مع إدارة دونالد ترامب. وهو أيضًا مساهم سياسي في فوكس نيوز.
وكان شلاب نائب مساعد الرئيس جورج دبليو بوش والمدير السياسي خلال فترة ولاية جورج بوش الأب وهو متزوج من مرسيدس شلاب، التي كانت مديرة الاتصالات الإستراتيجية للرئيس دونالد ترامب.